# Kwanzaa
Pour l’article ayant un titre homophone, voir Kwanza.
Kwanzaa (ou Kwaanza) est une fête afro-américaine qui se tient pendant la semaine du 26 décembre au 1er janvier.

## Origines
La Fête Kwanzaa vient d'une très ancienne tradition, datant du « Temple du Roi Salomon » où le Grand Prêtre allumait la Kinara (anciennement nommée en araméen la Ménorah).
Cette fête a été adaptée et créée en 1966 par l'activiste afro-américain Maulana Karenga. Son but originel était de promouvoir et d'affirmer les liens entre les afro-américains et l’Afrique, et de se démarquer des fêtes de Noël importées par les Américains d'origine européenne.
Le mot Kwanzaa est dérivé de l'expression « matunda ya kwanza » en langues de famille bantoue, ici le  swahili, et signifie « premiers fruits ». Il vient du verbe bantou « luba, luluwa, lunda, songye, bemba ; anza », soit  « commencer le premier », « précéder », « faire d'abord ». 
Le choix d'un mot issu de la grande famille linguistique bantoue, partant du Sud du Nigéria, du Tchad, du Soudan et de l'Éthiopie jusqu'en Afrique du Sud, illustre son importance en tant que symbole du pan-africanisme des années 1960 et sa popularité aux États-Unis.
Les préconisateurs du Kwaanza s'inspirent des fêtes agricoles africaines suivant les récoltes, source des liens sociaux traditionnels africains. La fête des prémices ou des premières récoltes est répandue partout dans la zone dite bantu, les noms changent, mais l'événement est célébré partout.

## Fondements
Kwanzaa se base sur les sept principes fondamentaux (Nguzo Saba en swahili) :
1. Umoja (unité)
« Unity that bring us together » (« L'unité qui nous rassemble ») ;
2. Kujichagulia (auto-détermination)
« We will determine who we are » (« Nous déterminerons qui nous sommes ») ;
3. Ujima (travail collectif et Responsabilité)
« Working and building our union » (« Travailler et construire notre union ») ;
4. Ujamaa (coopération économique)
« We'll spend our money wisely » (« Nous dépenserons notre argent sagement ») ;
5. Nia (but)
« We know the purpose of our life » (« Nous connaissons le but de nos vies ») ;
6. Kuumba (créativité)
« All that we touch is more beautiful » (« Tout ce que nous touchons est plus beau ») ;
7. Imani (foi)
« We believe that we can, we know that we can, we will any way that we can » (« Nous croyons que nous le pouvons, nous savons que nous le pouvons, nous le ferons par tous les moyens possibles »)[2].

## Éléments
Quelques objets associés à cette fête sont :
- la coupe de l'Unité (Kikombe cha Umoja) ;
- le bougeoir à sept branches (Kinara), trois rouges, trois vertes et une noire au milieu, chacune de ces branches représente un des sept principes fondamentaux ;
- l'épi de maïs (Muhindi) ;
- les cadeaux (Zawadi) ;
- le drapeau (Bendera).